# Tongcheng, Tianchang
Tongcheng (kinesiska: 铜城) är en köping i östra Kina. Den ligger i Tianchang i staden Chuzhou i provinsen Anhui, omkring 190 kilometer nordost om provinshuvudstaden Hefei. Antalet invånare är 64 260. Befolkningen består av 32 318 kvinnor och 31 942 män. Barn under 15 år utgör 13,0 %, vuxna 15-64 år 73 %, och äldre över 65 år 12,0 %.